# Tändsatspartiklar
Tändsatspartiklar är små partiklar (0,5-50 mikrometer) och bildas då skjutvapen avfyras. Den engelska benämningen för tändsatspartiklar är Gunshot Residues (GSR) eller mer korrekt Primer Gunshot Residue (p-GSR) eftersom de härrör från tändsatsen (tändhatten) i patronhylsan. 
Mängden tändsatspartiklar som  hamnar på skyttens händer kan variera från skott till skott trots att samma vapen och samma ammunition har använts. Vid avfyrning av skjutvapen kan tändsatspartiklar spridas flera meter runt skjutvapnet. Partiklarna hamnar på skytten och även på ytor i skyttens omgivning. Utifrån fynd av tändsatspartiklar går det inte att särskilja en skytt från en person som befunnit sig i nära anslutning till vapnet när det avfyrades.